# 罗宾汉效应
罗宾汉效应（英語：Robin Hood effect）是一經濟詞語，是指藉由收入再分配的方式來縮小人民的貧富差距。此一詞語得名自傳說人物羅賓漢，在傳說中是劫富濟貧的英雄。

## 罗宾汉效应的成因
许多政策或经济决策可引起罗宾汉效应，但并不是所有决策都是为了缩减贫富差距。本文仅列出其中部分。

### 国家自身发展

库兹涅茨曲线

西蒙·史密斯·库兹涅茨认为，国家经济发展的阶段是决定贫富差距程度的一个主要因素。库兹涅茨描述了收入等级和贫富差距之间的一种近似曲线的关系，如图所示。此理论认为，发展程度极低的国家中，财富的分配会相对平等。
国家的资本必定随着国家的发展增加，资本的所有者也随之拥有更多财富和收入，进而引入贫富差距。然而，诸多的再分配机制最终会导致罗宾汉效应，将财富再分配给穷人，例如涓滴效应和社会福利项目。因此，发展程度更高的国家中，贫富差距又会缩小。

### 所得税不成比例
许多国家都有这样一套所得税制度：工人薪水的一部分不收税或少收税，收入超过一定阈值后，税率也将增加。这种制度被称为累进税。在此制度下，富裕的人口付出薪水中更大的一部分作为税收，有效补贴了相对不富裕的人口，继而引起罗宾汉效应。
累进税是一种税制，其税率随应课税基数的增加而增加。“累进”描述的是对收入或支出的分配效应，意指税率从低到高渐进，其平均税率低于边际税率。累进税可用于个人税收或整个税收制度，可应用一年、多年，或终身。累进税意图缩减低支付能力人群被征税的几率，并将此几率逐渐转嫁到高支付能力人群头上。

### 移动话务的交叉补贴
在许多发展中国家，移动通信网络常常面临巨大的网络外部性，因此管理者和运营商希望通过抬高呼叫终止费来纠正这一问题。这使得该国家中相对不富裕者也能获得通信服务（通常免费，前提是预付费手机）。呼叫这些新用户的用户随后需支付额外费用；呼叫发起方往往是富裕者。因此，尽管没有金钱的直接流通，但是仍然存在着强大的罗宾汉效应，由富裕者补贴相对不富裕者。

## 实例
- A Robin Hood effect caused by affirmative action （页面存档备份，存于）
- International roaming charges argued to make the rich subsidise the poor